# Ottersbach (Sieg)
Der Ottersbach ist ein 6,8 km langer, orographisch rechter bzw. nördlicher  Nebenfluss der Sieg. Er fließt durch das nach ihm benannte Ottersbachtal.

## Verlauf
Der Ottersbach entspringt in einem Waldgebiet nördlich von Eitorf-Rankenhohn. Seine Laufrichtung ist zunächst südöstlich. Nach der Unterquerung der Landesstraße 317 umfließt er Rankenhohn und Eitorf-Kreisfeld vom Osten. Südlich von Kreisfeld wird er durch den Methbach und den Uländerbach gespeist. Bei der Ortschaften Eitorf-Oberottersbach und Mittelottersbach fließt ihm der Honsbach zu. Der Ottersbach wechselt nun seinen Lauf in eine mehr südliche Richtung. Bei Niederottersbach verstärkt ihn der von links kommende Rieferather Bach. Danach wird der Ottersbach auch Halfterbach genannt. Zwischen Niederottersbach und Köttingen bildet er die Gemeindegrenze Eitorf-Windeck. Er durchfließt Eitorf-Köttingen und mündet schließlich bei Eitorf-Halft in die Sieg.

## Nebenflüsse
Wichtigster Nebenfluss des Otterbachs ist der 4,5 km lange Rieferather Bach. Sein 4,324 km² großes Einzugsgebiet entspricht etwa 37 % des Ottersbachs. Im Folgenden werden die Nebenflüsse genannt, die gemäß der Deutschen Grundkarte benannt sind. Die Bäche, die nicht im Gewässerverzeichnis NRW erfasst sind, werden ohne Gewässerkennzahl genannt.
| Name                | Position [km] | Lage   | Länge [km] | Mündungshöhe [m. ü. NHN] | DGKZ      |
| ------------------- | ------------- | ------ | ---------- | ------------------------ | --------- |
| Fengelbach          | 6,206         | rechts | 0,5        | 201                      |           |
| Ülander Bach        | 5,795         | rechts | 0,7        | 158                      |           |
| Methbach            | 5,068         | rechts | 0,7        | 163                      |           |
| Euelsbach           | 4,834         | links  | 1,4        | 158                      | 272578 12 |
| Gehölzbach          | 4,097         | links  | 0,3        | 142                      |           |
| Honsbach            | 4,075         | rechts | 0,7        | 142                      |           |
| Rieferather Bach    | 2,799         | links  | 4,5        | 118                      | 272578 2  |
| Wilbertzhohner Bach | 2,680         | rechts | 1,2        | 117                      | 272578 92 |
| Eichenbach          | 2,263         | rechts | 0,4        | 111                      |           |
| Talbach             | 2,180         | links  | 0,7        | 109                      |           |
| Spröttbach          | 1,795         | rechts | 0,8        | 106                      |           |
| Kehlenbacher Bach   | 1,488         | links  | 1,0        | 103                      | 272578 94 |
| Kopfbach            | 1,327         | rechts | 0,3        | 101                      |           |